# Bartłomiej Neupauer
Bartłomiej Neupauer (ur. 24 sierpnia 1991) – polski hokeista, reprezentant Polski.

## Kariera
- MMKS Podhale Nowy Targ II (2006-2010)
- Podhale Nowy Targ (2009-2010)
- MMKS Podhale Nowy Targ (2010-2013)
- Podhale Nowy Targ (2015-)

Wychowanek MMKS Podhale Nowy Targ. i zawodnik Podhale Nowy Targ. Po sezonie 2012/2013 przerwał karierę. Wznowił ją w 2015 kontynuując grę w Podhalu. Po sezonie PHL 2016/2017 przedłużył umowę z nowotarskim klubem.
W barwach reprezentacji Polski do lat 18 wystąpił na turniejach mistrzostw świata juniorów do lat 18 w 2008, 2009 (Dywizja I). Z reprezentacją Polski do lat 20 wystąpił na turniejach mistrzostw świata juniorów do lat 20 w 2010 (Dywizja I), 2011 (Dywizja II). W barwach seniorskiej kadry Polski uczestniczył w turnieju mistrzostw świata edycji 2018 (Dywizja IA), 2019 (Dywizja IB).

## Sukcesy
Reprezentacyjne
- Awans do MŚ do lat 20 Dywizji I: 2011

Klubowe
- Złoty medal mistrzostw Polski: 2010 z Podhalem Nowy Targ
- Finał Pucharu Polski: 2015 z Podhalem Nowy Targ
- Brązowy medal mistrzostw Polski: 2016, 2018 z Podhalem Nowy Targ

Indywidualne
- Mistrzostwa świata do lat 18 w hokeju na lodzie mężczyzn 2009/I Dywizja#Grupa A:
  - Drugie miejsce w klasyfikacji strzelców turnieju: 5 goli[4]
  - Pierwsze miejsce w klasyfikacji asystentów turnieju: 6 asyst[5]
  - Pierwsze miejsce w klasyfikacji kanadyjskiej turnieju: 10 punktów[6]
  - Pierwsze miejsce w klasyfikacji kanadyjskiej turnieju: +7[7]
  - Najlepszy zawodnik reprezentacji na turnieju[8]
- Mistrzostwa Świata Juniorów w Hokeju na Lodzie 2011/II Dywizja#Grupa B:
  - Drugie miejsce w klasyfikacji skuteczności wygrywanych wznowień w turnieju: 73,91%[9]
- Mistrzostwa Świata w Hokeju na Lodzie 2019/I Dywizja#Grupa B:
  - Piąte miejsce w klasyfikacji kanadyjskiej turnieju: 6 punktów[10]
  - Czwarte miejsce w klasyfikacji skuteczności wygrywanych wznowień: 61,33%[11]
  - Trzecie miejsce w klasyfikacji +/- turnieju: +10[12]